# ライナス・ポーリング
ライナス・カール・ポーリング（Linus Carl Pauling、1901年2月28日 - 1994年8月19日）は、アメリカ合衆国の量子化学者、生化学者。彼自身は結晶学者、分子生物学者、医療研究者とも自称していた。
ポーリングは20世紀における最も重要な化学者の一人として広く認められている。量子力学を化学に応用した先駆者であり、化学結合の本性を記述した業績により1954年にノーベル化学賞を受賞した。また、結晶構造決定やタンパク質構造決定に重要な業績を残し、分子生物学の草分けの一人とも考えられている。ワトソンとクリックが1953年にDNAの生体内構造である「二重らせん構造」を発表する前に、ポーリングはそれに近い「三重らせん構造」を提唱していた。多方面に渡る研究者としても有名で、無機化学、有機化学、金属学、免疫学、心理学、弁論術、放射性崩壊、核戦争のもたらす影響などの分野でも多大な貢献があった。
1962年には、地上核実験に対する反対運動の業績によりノーベル平和賞を受賞した。ノーベル賞を2度受賞した5人の1人。単独でのノーベル賞を2度受賞した唯一の人物であり、異なる分野に及ぶ受賞者としては、キュリー夫人に次いで2人目。
後年、大量のビタミンCや他の栄養素を摂取する健康法を提唱し、更にこの着想を一般化させて分子矯正医学を提唱、それを中心とした数冊の本を著してこれらの概念、分析、研究、及び洞察を一般社会に紹介した。ただし、これにより「ビタミンCを摂取すれば風邪が治る」という俗説が広まる切っ掛けともなった。

## 若年期
1901年2月28日、オレゴン州ポートランドに生まれる。父はミズーリ州コンコーディア出身のハーマン・ヘンリー・ウィリアム・ポーリング (1876–1910)、母はオレゴン州ローンロック出身のルーシー・イザベル・ダーリング (1881–1926):22。父ハーマンは薬剤師だったが仕事がうまく行かず、1903年から1909年まで家族を連れてオレゴン州内の都市を転々と移り:4-5、最終的にポートランドに戻った。父は1910年、母とライナスたち兄妹を残して穿孔性潰瘍で他界した:9。ライナスにはポーリン・ポーリング (1901–2003) とルシル・ポーリング (1904–1973) の二人の妹がいた。ポーリンは後に、ニュージャージー州ミルヴィル出身のトーマス・ジョセフ・ネイ (1881–1963) と結婚している。
ポーリングは幼少の頃、熱心な読書家だった。ある時、父は地方紙宛に手紙を送り、ポーリングが熱中しそうな本を何冊か紹介して欲しいと依頼したほどであった。ポーリングが小学校に通っていた頃、父の友人ロイド・ジェフレスとともに昆虫や鉱物の採掘に勤しみ、その中で科学に関心を持った。ポートランドのワシントン高校に進学したポーリングは、ロイドが寝室に持っている小さな化学の実験室で見せてくれた科学実験に、驚きや楽しみの感情を抱き、ポーリングは化学工学の道へ進む夢を抱いた:17。実験にあたっては、祖父が夜警員として働いていた仕事場近くの廃棄鉄工場から試薬を借用することもあった。
ポーリングは、必修のアメリカ史の単位を取ることができず、高校の卒業証書を授与される資格が得られなかった。同高校が卒業証書を授与したのは45年後の1962年、ポーリングが2つのノーベル賞を受賞した後のことである。

## 学生時代

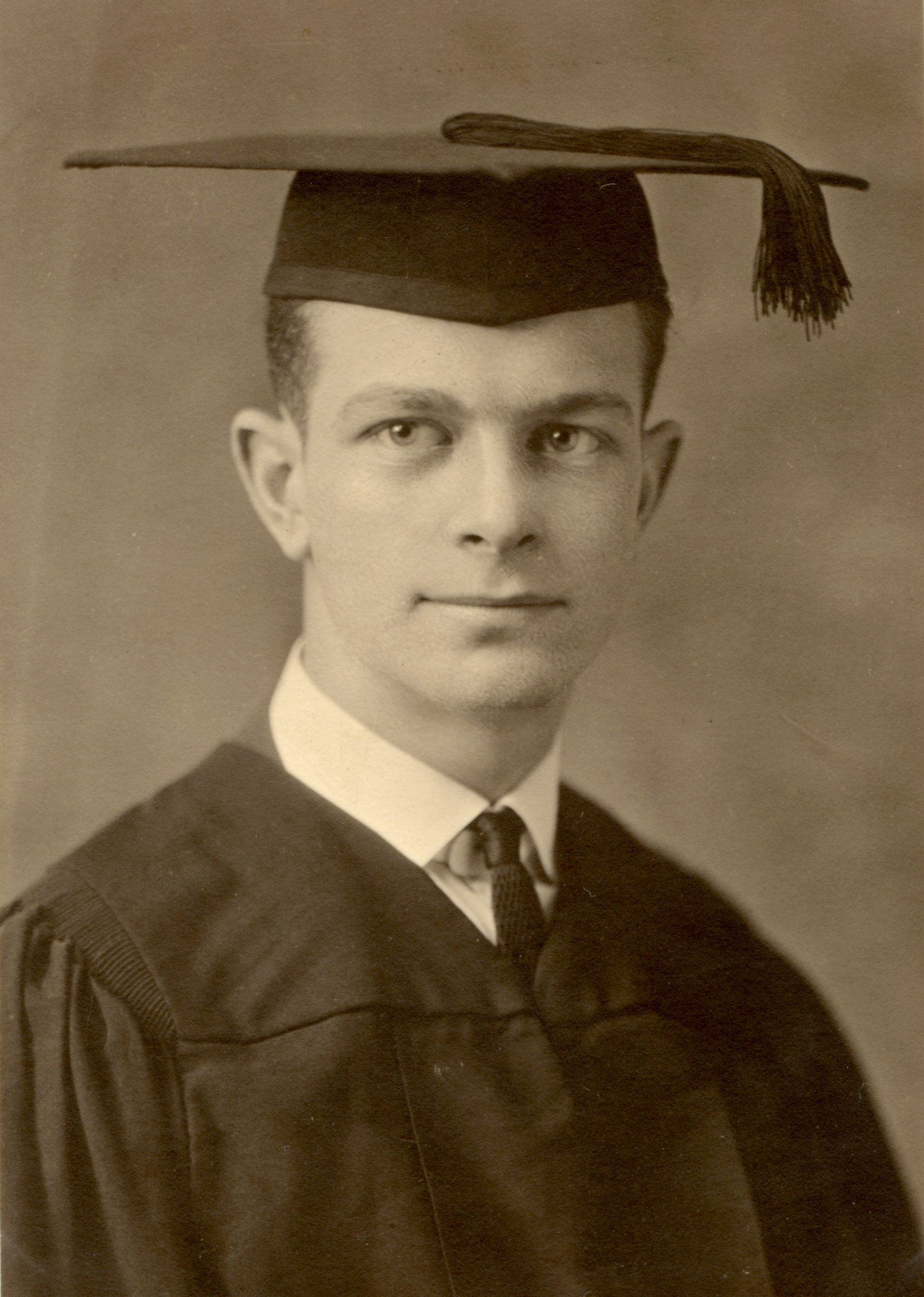
ポーリングは1922年にオレゴン農業大学を卒業した。

1917年、コーバリスのオレゴン農業大学（現：オレゴン州立大学）に入学した。オレゴン農業大学に在学中、ポーリングはデルタ・ユプシロン・フラタニティのオレゴン農業大学支部を創設。経済的な理由により、大学の講義に出席する傍ら、長時間働く生活を余儀なくされた。入学して2年が経った後、ポーリングは母を養うためにポートランドで職を探そうとしていたが、大学側は彼に定量分析（ポーリングが学生として終えたばかりのコース）を教える職を提供した:29。これにより、彼は学生を続けることができるようになった:29。
オレゴン農業大学での最後の2年間で、ポーリングはギルバート・ルイスとアーヴィング・ラングミュアによる原子の電子構造と分子を形成する原子間結合についての研究を知る:29。これにより、物質の物理的及び化学的性質とそれを構成する原子構造の関係の研究に集中することを決心した。後には量子化学という新分野の開拓者の一人となった:190。
1922年、ポーリングは化学工学で学士号を授与されオレゴン農業大学を卒業。カリフォルニア州パサデナのカリフォルニア工科大学に進学し、ロスコー・ディッキンソンに師事する。卒業研究はX線回折を用いた結晶構造決定に関するものであった。同大学在学中に、鉱物の結晶構造に関する7報の論文を発表した。1925年、最優等で修了し物理化学と数理物理学で博士号を授与された。

### 結婚
大学4年生の時、ポーリングは「家政学科のための化学」という3年生のコースを教えていた。そこでエヴァ・ヘレン・ミラーと出会い、1923年6月17日に結婚した。彼らの間には3人の息子（クレリン、ライナス、ピーター）と1人の娘（リンダ）が生まれた。

## 科学者としての初期の経歴
ポーリングはその後、グッゲンハイム奨学金を使ってヨーロッパに渡り、ミュンヘンでドイツ人物理学者のアルノルト・ゾンマーフェルトに、コペンハーゲンでデンマーク人物理学者のニールス・ボーアに、そしてチューリッヒでオーストリア人物理学者のエルヴィン・シュレーディンガーにそれぞれ師事した。これら3人の物理学者は、物理学の諸分野に加えて量子力学という新分野を専門にしていた。ヨーロッパでポーリングは、ヴァルター・ハイトラーとフリッツ・ロンドンが行った水素分子中の結合の量子力学的解析のひとつに触れる。ポーリングは2年間のヨーロッパ滞在をこの仕事に費やし、これを将来研究の焦点にすることを決めた。ポーリングは、量子化学の最初期の研究者、および量子論を分子構造論へ応用した草分け的存在となる。1927年、カリフォルニア工科大学で理論化学の助教 (assistant professor) に就任した。
ポーリングはカリフォルニア工科大学で教員活動を開始したが、最初の5年間は非常に実りが多く、X線結晶学の研究と、原子や分子の量子力学計算を続けた。この5年間で彼はおよそ50の論文を発表し、ポーリングの法則（英語）として知られる5つの法則を発見した。1929年、彼は准教授 (associate professor) に昇任し、1930年には教授に就任した。1931年までにアメリカ化学会よりラングミュア賞（30歳以下の人物による純粋化学で最も重要な研究に贈られる）を受賞した。1931年には、ポーリング自身が最高の仕事であると言及した論文シリーズである化学結合の性質を説明する論文を出版し始めた。1932年には第三弾として、原子軌道の混成の概念を打ち出し、それにより四価である炭素原子の電子構造を説明する論文を発表している。
カリフォルニア工科大学で、ポーリングは理論物理学者のロバート・オッペンハイマーと親交を結ぶ。オッペンハイマーはカリフォルニア大学バークレー校の教授だったが、毎年研究や講義で一部の時間をカリフォルニア工科大学で過ごしていた。ポーリングは睡眠中に歌を歌うことで知られており、そのために、一度夜中に歌を歌い迷惑罪で逮捕されたことがあった。2人は共同で化学結合の本質を暴くことを計画した。つまり、オッペンハイマーが数学の部分を担当し、ポーリングがその結果を解釈していたようである。しかしこの関係は、オッペンハイマーが妻エヴァ・ヘレンに近付きすぎているとポーリングが疑いを持ったため、次第にほころびていった。これが原因でポーリングとオッペンハイマーの関係は冷えていく:152。オッペンハイマーは原子爆弾計画の際、ポーリングを化学部門のトップに招いたが、ポーリングは自身の家族全員で引っ越すのを避けたいとして辞退した。
1930年の夏、ポーリングは再びヨーロッパに渡り、電子線回折法を学んだ。カリフォルニア工科大学で彼は学生のブロックウェイ (L. O. Brockway) と共に電子線回折装置を構築し、多くの分子構造解析に活用した。
1932年、電気陰性度の概念を発表。結合開裂エネルギーや分子の双極子モーメントなど、分子の様々な性質を用いて、彼は物質の多くの情報を記述する「ポーリングの電気陰性度」を確立させた。この電気陰性度は、分子中の原子間の結合の性質を予測するのに役立つものである。

## 化学結合の性質の探究
1930年代、ポーリングは化学結合の性質に関する論文を発表し始め、1939年にはこの分野の有名な書籍を出版した。ポーリングは1954年に「化学結合の本性、ならびに複雑な分子の構造研究」でノーベル化学賞を受賞するが、これらの化学結合に関する研究もその受賞理由の一つとなっている。1939年には化学結合に関する研究の成果を『化学結合の本性 The Nature of the Chemical Bond』という著作にまとめた。この本は化学界に非常に大きな影響を与え、初版が出版されてから30年間のうちに引用された回数は16,000を超えた。今日においても、重要な学術雑誌に掲載される多くの論文がこの著作を引用している。
ポーリングの化学結合の研究の一部は、軌道の混成という概念の導入への道標を与えた。原子内の電子は s や p などの型を持つ軌道として記述されるのが普通だが、分子内の結合を記述する際には、これら軌道のうちいくつかの性質を帯びた関数を組み立てると都合が良いことがわかった。具体的に言えば、炭素原子が持つ1つの2s軌道と3つの2p軌道は、「sp3混成軌道」と呼ばれる4つの等価な軌道を形成し、メタンなどの炭素化合物を適切に説明する軌道となる。また、2s軌道は2つの2p軌道と混成して（この場合には1つの2p軌道が非混成のまま残される）、「sp2混成軌道」と呼ばれる3つの等価な軌道を形成する場合もある。これはエチレンなどある種の不飽和炭素化合物を説明する際に適切な軌道である。さらに異なる軌道の混成も、他の種類の分子では確認されている。
彼が探究した他の領域としては、電子が原子間を移動するイオン結合と、電子が原子間で対等に共有される共有結合の関係についてのものがある。ポーリングは、これらは共に極端な例に過ぎず、実際にはほとんどの極性分子の結合は、その波動関数がイオン結合分子と共有結合分子の波動関数の重ね合わせであることを示した。ここで顕著に活躍したのが、ポーリングの「電気陰性度」の概念である。一対の原子における電気陰性度の差を調べれば、非常に高い精度で結合のイオン性の度合いを予測できる。
「化学結合の本性」の究明に向けてポーリングが着手したさらなる事象に、芳香族炭化水素、特にその原型であるベンゼンの構造の研究があった。当時、ベンゼンは既にドイツの化学者フリードリヒ・ケクレによって非常に精密な説明がなされていた。ケクレはベンゼンを2つの異なる構造が高速で相互交換しているものだとして扱った。その2つの構造とは、一重結合と二重結合が交互に並ぶ点では共通だが、片方の構造がある位置に二重結合を持てば、もう片方の構造はその位置に一重結合を持つというものである。ポーリングは、ベンゼンは2つの構造が混ざった中間体構造であるとして量子力学に基づいた厳密な説明を示した。この中間体構造とは、2つの構造の高速相互交換では無くそれらの重ね合わせを意味する。今日、この現象は共鳴として知られる。ある意味でこの現象は、1つ以上の電子構造の混合が中間体構造を与える点から、前述の軌道混成に似ているとも言える。

## 原子核構造の研究
1952年9月16日、ポーリングは新しい研究ノートに次の一文を記した。
"I have decided to attack the problem of the structure of nuclei"
（「私は核構造の問題に着手することを決心した」）
1965年10月15日、ポーリングは原子核の最密充填スフェロン模型 (Close-Packed Spheron Model) を「サイエンス」「米国科学アカデミー紀要」両誌上で発表した。他界する1994年までのほぼ30年間、ポーリングはスフェロン・クラスター・モデルに関する多くの論文を発表した。
現代の核物理学の本でポーリングのスフェロン原子核模型を扱ったものはほとんど無いが、一流の科学雑誌で発表されたこの模型は、基本的な「核子の塊」が既存の量子力学と矛盾せずに殻構造を形成する仕組みについて斬新な視点を与えるものであった。ポーリングは量子力学について熟知しており、この分野の最初の教科書「Introduction to Quantum Mechanics with Applications to Chemistry by Linus Pauling, E. Bright Wilson, 1935」の共著者でもある。2006年に出版された原子核の諸モデルの再考で、著者はポーリングのスフェロン模型について次のように述べている。
「……この模型はより常識的な原子核構造を導き出しており、否定困難な論理を内部に秘めている……だが……原子核の理論家達は未だに核子スフェロンの概念を詳述していない。ポーリングの模型は原子核理論の主流に未だに入らないでいるのだ。」
クックは、ポーリングのスフェロン原子核模型がさらに良い模型によって不適切であると示されたとは結論付けていない。
ポーリングのスフェロン核子塊には、重陽子 (NP)、ヘリオン (PNP)、三重水素 (NPN) が含まれる。軽核ではたびたび説明されているように、偶偶核もまたアルファ粒子の塊から構成されていると説明した。彼は、通常の殻模型のように独立した粒子から始める代わりに、プラトンの立体から核の殻構造の導出することを試みた。当時、時折「もし無名の人間がこの仕事を行っていたら、彼が浴びたほどの注目を浴びなかっただろう」と批判されることがあったが、ポーリングであれば1940年代末にマリア・ゲッパート＝メイヤーが発見した原子核構造を、誰も思いつかないようなアプローチで理解をしようとしたと思われる。あるインタビューでポーリングは彼のモデルについてこう述べている。
「私は最近、原子核の詳細な構造を解明しようと、基底状態と励起状態のVibrational Bendsを分析している。物理学の文献（Physical Review Lettersなど）を読む限り、多くの物理学者が原子核に興味を持っているのは分かるが、私が発見したものについて、誰も私と同じ方法で問題に挑戦しないのだ。だから私は計算をしながら自分の好きなスピードで研究を進めることが出来るのである。……」

## 生体分子の研究
1930年代中頃、ロックフェラー財団のウォーレン・ウィーバーの勧めもあり、ポーリングは新たな分野の研究に乗り出すことを決心した。彼が仕事を始めて間もない頃は、生体分子の研究にはあまり興味が無かった。しかしカリフォルニア工科大学が生物学を重視し、トーマス・ハント・モーガン、テオドシウス・ドブジャンスキー、カルヴィン・ブリッジズ（英語）、アルフレッド・スタートヴァントなど偉大な生物学者と関係を持つにつれ、ポーリングはそれまでの考えを変え、生体分子の研究に傾倒するようになった。この分野におけるポーリングの最初の研究はヘモグロビンの構造に関わるものだった。彼はヘモグロビン分子が酸素原子を得たり失ったりする時に分子構造が変化することを示した。この頃、彼はタンパク質全般を徹底的に研究することを決めた。若い頃に研究していたX線結晶構造解析を再び用いるが、タンパク質構造は彼が以前に扱っていた結晶質鉱物に比べてこの手法が使いにくいものであった。タンパク質の最も良いX線構造は1930年代にイギリスの結晶学者ウィリアム・アストベリーの手によって得られたが、1937年にポーリングはアストベリーの観察結果を量子力学的に説明することを試みて失敗している。
ポーリングはこの問題を説明するために11年を要した。彼の数学による分析は正しかったが、アストベリーの写真は、タンパク質分子が予測される位置から傾いて写るように撮影されていたのである。ポーリングは、内部で原子が螺旋状に並んだヘモグロビンの構造モデルを考案し、この概念をタンパク質全般に拡張した。
1951年、ポーリングらは、アミノ酸とペプチドの構造とペプチド結合の平面性を基に、タンパク質二次構造中の主要な構造モチーフであるαヘリックスとβシートを正確に提唱した。この業績は彼の非凡な思考力を示すもので、一巻きの螺旋中に非整数個のアミノ酸残基の存在しうることを示したこの型破りな仮説は、タンパク質構造論の中核を成すものであった。
1953年、ポーリングらは、デオキシリボ核酸（DNA）の螺旋構造を推定した（三重鎖DNA）。しかし彼のモデルは、中性リン酸基の存在を予測したためにDNAが酸性である事実と矛盾してしまうなど、いくつかの基本的な間違いを犯していた。αヘリックス発見の競争でポーリングが勝利を納めると、競争相手だったウィリアム・ローレンス・ブラッグは落胆した。ブラッグのチームはペプチド結合の平面性を認めないという根本的な間違いを犯していたのである。ポーリングがDNA構造の分子モデルを研究している事実がキャヴェンディッシュ研究所で発覚すると、ブラッグはワトソンとクリックに、キングス・カレッジのモーリス・ウィルキンスとロザリンド・フランクリンによる未発表データを参考してDNA分子構造モデルを作成することを許可した。1953年初頭、ジェームズ・ワトソンとフランシス・クリックはDNA二重螺旋構造を正確に提唱した。ポーリングがこの研究で直面した障壁の一つに、ロザリンド・フランクリンによって撮影されワトソンとクリックが参照した、DNAの高精度なX線構造写真を入手する手段が無かったことがある。彼はある会議に出席するためにイギリスに赴く計画を立てていたが、当時は共産主義同調者という嫌疑を掛けられ国務省にパスポートを差し押さえられており、イギリス訪問は成就しなかった。もしその会議に出席していたら、ポーリングはこのフランクリンの写真を閲覧出来たかもしれない。
また、ポーリングは酵素反応についても研究し、酵素が反応の遷移状態を安定化させるという酵素反応メカニズムの中心的概念を指摘した先駆者の一人であった。また、抗体の抗原への結合は各々の構造間の相補性によるものであると主張した最初の研究者の一人でもあった。また、ポーリングは物理学から生物学に転向したマックス・デルブリュックと共に、DNAの複製が、何人かの研究者が推定したような類似性では無く相補性による可能性が高いと主張する論文を早い時期に発表した。これは後にワトソンとクリックが発見したDNA構造モデルで明らかになった。

## 分子遺伝学
1949年11月、ライナス・ポーリング、 ハーヴィー・A・イタノ、 シーモア・J・シンガー（英語）、アイバート・C・ウェルズ（英語）は、ある種の人間の病気が特定のタンパク質の変化に関係があるとする論文をサイエンス誌に発表した。彼らは電気泳動を用いて、鎌状赤血球病を持つ個体が赤血球に修飾されたヘモグロビンを持っていること、また鎌状赤血球形質を持つ個体が正常なヘモグロビンと異常なヘモグロビンの両方を持っていることを明らかにした:89。これは特定のタンパク質がある種の人間の病気に関係し、そのタンパク質内の変化にメンデル性遺伝が存在することを示した最初の証明―分子遺伝学の夜明け―であった。

## 平和運動
ポーリングは元々政治には殆ど関心が無かったが、第二次世界大戦が起きると彼の生き方は大きく変わり、平和活動家になった。マンハッタン計画が始まって間もない頃、ロバート・オッペンハイマーから計画の化学部門に招聘を受けたが、ポーリングは家族全員で引っ越すのは避けたいという理由で辞退した。1946年、アルベルト・アインシュタインが議長を務める「原子力科学者による非常委員会」に出席した。この委員会の任務は、核兵器の開発に付随する危険性を一般社会に警告することだった。ポーリングの平和活動は、1950年にマッカーシズムの攻撃対象となり、上院議会の教育調査委員会に証人として召喚された。彼は事前の記者会見で共産主義者でないことを宣言したうえで委員会では証言を拒否した。しかし1952年には国務省が彼のパスポートが差し押さえられる事件が起こった。同年、彼は招かれたロンドンの科学会議で講演をする予定だった。パスポートは1954年、ストックホルムで彼が初めてノーベル賞を受賞した授賞式の直前に返還された。1955年、アインシュタインやバートランド・ラッセルら第一級の科学者や知識人が参加する中、ポーリングはラッセル＝アインシュタイン宣言に署名した。
1957年、ポーリングは生物学者のバリー・コモナーと協力して署名運動を始めた。コモナーは北米各地の子供の乳歯から検出される放射性物質のストロンチウム90を研究し、地上核実験が放射性降下物の形で公衆衛生に危険をもたらしたと結論付けていた。また彼は原子物理学者のエドワード・テラーと公開討論に参加し、放射性降下物が突然変異を引き起こす実際の可能性を訴えた。1958年、ポーリング夫妻は国際連合に核兵器実験の根絶を訴え11,000人以上の科学者が署名した請願書を提出した。その後、公共圧力は地上核兵器実験を一時停止へ導き、これに続いて1963年にはジョン・F・ケネディとニキータ・フルシチョフが部分的核実験禁止条約に署名した。同条約が発効された日、ノーベル委員会は「核兵器実験や、軍備拡大、またはそれらの使用だけに止まらない、国際紛争の手段とした全武力衝突に反対した活動を1946年から絶え間無く続けてきたライナス・カール・ポーリング」と述べ、彼にノーベル平和賞を授与した。カリフォルニア工科大学化学科はポーリングの政治観を警戒しており、ポーリングを称えることはなかった。しかし、同大学生物学科は小さなパーティを開いてポーリングを招待し、彼の放射能変異に関する研究に対して彼らはより深く理解し共鳴していることを示した。
ポーリングが化学に与えた貢献を享受した科学者を含め、批評家の多くは彼の政治姿勢に同意せず、彼をソビエト連邦共産党の純粋な代弁者であると受け止めていた。ポーリングが上院国内治安小委員会に出席を命じられた時、委員会は彼を「この国における共産主義的な平和攻勢の主要活動のほぼ全てに顔を出しているナンバーワンの学名」と呼んだ。ライフ誌はポーリングのノーベル平和賞を「ノルウェーからの奇妙な侮辱」と呼んだ。ポーリングは1970年にソヴィエト連邦から国際レーニン平和賞を授与された。
しかし彼はこう発言している。
「私は共産主義の理想と目的のために奉仕したことはない」
「社会的、政治的な問題や、戦争を防ぎ、世界の平和を守るという大きな問題についての活動のなかで、私は全人類以外の何者にも奉仕したことはない」

「世界には軍事力や核爆弾という悪の力よりも更に偉大な力がある。善の力、道徳や、ヒューマニズムの力である。私は人間の精神の力を信じる」（『ノーモアウォー』丹波小弥太訳）

## 臨床医学におけるビタミン治療の研究
1941年、40歳だったポーリングはブライト病と呼ばれる重い腎臓病と診断された。当時の専門家達は治療不能と信じていた病である。ポーリングはスタンフォード大学のスコットランド人教授トマス・アディス（英語）の助力を受け、低タンパク無塩食という当時としては奇抜な方法で病気を抑制することが出来た。アディスは自分の全患者にビタミンとミネラルを処方していた。
1951年、ポーリングは「分子医学」（Molecular Medicine）と題した講演を行った。1950年代末、ポーリングは精神疾患の原因の一つに酵素の機能障害があるのではないかと疑い、脳機能における酵素の役割を研究していた。ビタミンが欠乏症予防以外に重要な生化学的効果を持つ可能性に気が付いたのは、1965年にカナダ人医師のエイブラム・ホッファー（英語）が著した『精神医学におけるナイアシン療法』を読んだ時のことであった。1968年、ポーリングはサイエンス誌（PMID 5641253）に「分子矯正精神医学」（Orthomolecular Psychiatry）と題した簡単な論文を書き、1970年代に流行し物議を醸したビタミン大量療法運動の原理を与えた。ポーリングの造語である分子矯正（orthomolecular）とは、病気の抑制や治療の際に体内物質の濃度を操作する手法を意味する。この概念が中核を担っている分子矯正医学（英語）は、今日でも一部を除き効果的な治療法として未だ科学的な立証は進んでおらず、強い批判を浴びることもある。
ポーリングが後年に行ったビタミンCの研究は論議を呼び、最初は一部の医療専門家から似非療法と看做された。1966年にポーリングは生化学者のアーウィン・ストーン（英語）から高用量ビタミンCの概念を知り、風邪の予防のために毎日数グラムのビタミンを摂り始めた。その効果に興奮したポーリングは臨床文献を調査し、1970年に「ビタミンCと感冒」を発表した。1970年、ポーリングはイギリスの癌外科医
ユーアン・キャメロン（英語）と長期間の臨床協力を開始し、末期癌患者の治療にビタミンCを点滴及び経口投与した。キャメロンとポーリングは多くの論文のほか、彼らの研究成果を扱った一般書『癌とビタミンC』
を執筆した。しかしメイヨー・クリニックの癌研究医チャールズ・モーテル（英語）らがプロスペクティブ試験、無作為化試験、プラセボ対照試験を3回にわたり行ったところ全て失敗し、超高用量のビタミンCの投与が癌の患者に効果があるという証明は得られなかった。これに対しポーリングはモーテルが出した結論と最後の試験の取り扱いについて「詐欺にして意図的な誤りである」と公然に非難した。ポーリングは未公表だった試験の詳細を少しずつ暴き、数年後に2回目のモーテルの癌試験の不備についての批判を発表したが、彼の傷ついた名声を翻すことは出来なかった。
このモーテルとの確執が生んだ悪評は、ポーリングとそのビタミンC研究の信用を低下させた。ポーリングの反論も空しく、この3回の臨床試験の結果は癌治療での高用量のビタミンCの効用に反対論を与えた。ポーリングは1950年代の地上核実験の撤廃活動以来、常に政治的・社会的に危険と隣り合わせの状態だったが、この1985年のモーテルとの対立により、補助金受給の道や学術的な支援、一般社会の評判を失った。その後、ポーリングはエイブラム・ホッファーと共同で高用量ビタミンCを含む補助癌治療としての微量栄養素の投薬に関する研究を行った。
彼の死後10年以上を経た2006年、高用量ビタミンCの効能に関する新事実がカナダの研究グループによって提示された。同グループは、これを点滴投与した3人の患者が予想よりも長く生存していたことを確認した。また、同グループは新たな第I相臨床試験を予定していると報道された。事例報告データと臨床前情報を組み合わせは、臨床効果の生物学的妥当性及び可能性を示唆している。今後の臨床試験では、癌患者に対する静脈内高用量ビタミンC治療の実用性と安全性の究明が最終的な課題となっている。なおすでに、高用量ビタミンCの点滴投与は患者に重大な毒性を与えることが分かっており、腎不全や下痢などの副作用は十分に立証されている。アメリカがん協会より2007年にいわゆる癌の代替療法について指針が示された。
一方、ビタミンCの癌細胞への選択毒性も、2005年に in vitro （ペトリ皿を使用した細胞培養）で実証され、米国科学アカデミー紀要に報告されている。

### オレゴン州立大学ライナス・ポーリング研究所
1973年、ポーリングは2人の研究者と共にカリフォルニア州のメンローパークに分子矯正医学研究所を設立、間もなくしてライナス・ポーリング科学医学研究所に改称した。ポーリングはビタミンC研究の指揮を執ったが、化学や物理の理論的研究も1994年に前立腺癌で死去するまで続けた。晩年、アテローム性動脈硬化症予防で推測されるビタミンCの働きに興味を持ち、狭心症治療におけるリシンとビタミンCの使用に関する3本の事例報告を発表した。
1996年、ライナス・ポーリング研究所はカリフォルニア州パロアルトからオレゴン州コーバリスに移転し、オレゴン州立大学の一機関になった。現在でも疾病予防及び治療に用いる微量栄養素やフィトケミカル（植物由来の化学物質）、その他の食事成分の研究を続けている。

## 麻酔の研究
ポーリングは1961年、麻酔科学分野において、吸入麻酔薬の作用機序（現在でもメカニズムは完全には分かっていない）に関する、革新的な論文を発表した。それまでは、Overtonが提唱したリピッド説が支配的であったが、ポーリングは水に着目し、麻酔薬と水の結晶構造が関与していると述べた。この説は停滞気味であった麻酔薬の作用機序の研究分野において非常なセンセーションを巻き起こした。中田力は医学生時代に読んだこの論文に衝撃を受け、専攻を心臓外科から神経学に変更し、後に新潟大学やカリフォルニア大学の教授を歴任してファンクショナルMRIの世界的権威と称された。彼は当時のことを以下のように述懐している。
読んでいて、身震いがした。そこには、明らかに正しいと思われる、それでも、何が何だか分からない、全身麻酔薬効果の分子機序が書かれていた。全身麻酔薬と呼ばれるものはすべて、水のクラスター形成を安定化し、小さな結晶のようなものを作り出すという。母日のように哲学論議ばかりをしていた自分は、示された理論展開の正しさを判断することだけには強い自信があった。Paulingの正しさは、確信を持って断言できた。—中田力、ある秋の日に
しかし、この説を支持する研究結果は乏しく、2009年時点でほとんど省みられていない。

## ポーリングの遺産
ポーリングは1994年8月19日に前立腺癌のため93歳で他界した。遺体はアメリカ合衆国オレゴン州レイク・オスウィーゴのオスウィーゴ・パイオニア墓地に埋葬された。
今日、ポーリングが残した科学への貢献は多くの人によって称えられている。イギリスのニューサイエンティスト誌による「史上最も偉大な20人の科学者」で、アルベルト・アインシュタインと共に選ばれた唯一の20世紀の科学者である。ネイチャー誌のミレニアム・エッセイの著者であるインドの化学者ゴータム・R・デシラジュ（英語）は、ポーリングをガリレオ、ニュートン、アインシュタインに続くこの1000年で最も偉大な思想家、思弁家の一人であると2000年に主張した。
ポーリングは多様な分野に興味を持っていたことでも有名であり、量子力学、無機化学、有機化学、タンパク質構造、分子生物学、医学などを研究した。彼が大きな業績を残したのは、特にこれらの分野の境界にあたる部分すなわち学際的研究である。化学結合の研究では現代量子化学の端緒を開き、混成や電気陰性度などは、今日の一般化学の教科書にも登場する重要な概念となっている。原子価結合法は酸素の常磁性や有機金属錯体の色など分子の一部の性質を説明出来ず、後にロバート・マリケンの分子軌道理論に座を奪われたが、ポーリングの原子価結合法の長所はその単純性にあり、現代でも根強く使用されている。今日存在する原子価結合法は現代的に改良されたもので、分子軌道理論や密度汎関数理論らと共に化学現象を記述する道具として存続している。結晶構造に関するポーリングの研究は、複雑な鉱物や化合物の構造予測と構造決定に多大な貢献を残した:80–81。またαヘリックスとβシートの発見はタンパク質の構造研究の基礎を築いた。1990年代に入ると多面的な活躍と主張を改めて見直す動きも見られる。
生前、フランシス・クリックに業績を認められたポーリングはしばしば「分子生物学の父」の渾名で称えられた。鎌状赤血球病を「分子病」とした彼の発見は、遺伝子的突然変異を分子レベルで検査する手法を開拓した。
学界はポーリングのビタミンに関する医療研究の結論や著作に賛同しなかったが、彼の論議への突入は、ビタミンやミネラルなど疾病予防に効く栄養素の重要性を一般社会に知らしめた。ポーリングの姿勢は他の研究者にこれらの分野への活発な調査を促し、それらの研究は今日でも存続している。
アメリカ化学会は功績を讃えて1966年にライナス・ポーリング賞を創設し、その第1回授賞者に選んだ。

## 受賞歴
- 1931年: 
  - ACS純粋化学賞（アメリカ化学会）[153]
  - アーヴィング・ラングミュア賞（アメリカ化学会）[154][155]
- 1940年: アルファ・カイ・シグマ、化学専門家フラタニティ[156]
- 1941年: ウィリアム・H・ニコルズ賞（アメリカ化学会ニューヨーク支部）[154]
- 1946年: ウィラード・ギブズ賞（アメリカ化学会）[155][157]
- 1947年: デービーメダル（イギリス王立協会）[154][155]
- 1948年
  - アメリカ合衆国大統領賞[154][155]
  - リバーシッジ賞
- 1952年: パスツール・メダル（フランス生化学会）[154]
- 1954年: ノーベル化学賞[154][155]
- 1955年: 
  - アディス・メダル（国立ネフローゼ財団）[154][155]
  - フィリップス記念賞（アメリカ内科学会）[154][155]
- 1956年: アヴォガドロ・メダル（イタリア学士院）[154][155]
- 1957年: 
  - ポール・サバティエ・メダル[155]
  - ピエール・フェルマー数学メダル[154][155]
  - 国際グロティウス・メダル[154]
- 1962年: ノーベル平和賞
- 1965年: イタリア共和国の勲章
- 1965年: メダル（ルーマニア人民共和国学士院）[154]
- 1966年: 
  - ライナス・ポーリング賞（アメリカ化学会）[154]
  - シルバーメダル（フランス学士院）[154]
  - シュープリーム・ピース・スポンサー（世界宗教連盟）[154]
- 1967年: ローブリング・メダル（アメリカ鉱物学会）[155]
- 1972年: レーニン平和賞[154]
- 1974年: アメリカ国家科学賞 ジェラルド・R・フォードアメリカ大統領より親授[155]
- 1975年: 化学パイオニア賞（アメリカ化学者協会）
- 1978年: ロモノーソフ金メダル（ソビエト連邦科学アカデミー）[154][155]
- 1979年: 米国科学アカデミー賞化学部門[154]
- 1981年: ジョン・K・ラティマー賞（英語）(アメリカ腎臓学会)[155]
- 1984年: 
  - プリーストリー賞（アメリカ化学会）[154][155]
  - 化学賞（アーサー・M・サックラー財団）[154][155]
- 1986年: ラヴォアジエ賞 (フランス化学会)（英語）[155]
- 1987年: 化学教育賞（アメリカ化学会）[154]
- 1989年: ヴァネヴァー・ブッシュ賞（米国科学会議）[154][155]
- 1990年: リチャード・C・トルマン・メダル（アメリカ化学会南カリフォルニア支部）[154]
- 1992年: 池田大作賞[155]
- 1994年: ベンジャミン・フランクリン・メダル
- 2004年: オーソモレキュラー療法殿堂入り (ISOM：国際オーソモレキュラー療法協会)[158]
- 2008年: アメリカ合衆国の記念切手「アメリカの科学者」シリーズ (額面$0.41) 鎌状赤血球病の治療への貢献に対して[159]

## エピソード
- ライナス・ポーリングはフラタニティのデルタ・ユプシロン（英語）に属していた[160]。
- ライナス・ポーリングはアルファ・カイ・シグマ（英語）化学専門家フラタニティのメンバーだった[156]。
- ライナス・ポーリングはルーテル教会の教会員だった[161]。
- ライナス・ポーリングはシグマ・グザイ科学研究協会のメンバーだった。同協会のカリフォルニア工科大学支部の設立者の一人。
- ライナス・ポーリングは毎日10グラムのビタミンCを摂っていた[162]。
- テキサス州ヒューストンには「ライナス・ポーリング・カルテット」（英語）と呼ばれるサイク・ロックバンドが存在する。
- ライナス・ポーリングは一生に48件の博士号を授与された。
- オレゴン州コーバリスのハイランド・ビュー中学校は2003年にライナス・ポーリング中学校に改称された[163]。
- Linuxを開発したリーナス・トーバルズはポーリングの名から命名された[164]。
- ライナス・ポーリングはカリフォルニア大学サンディエゴ校で化学の教授をしていた時期(1967-69)がある[157]。
- オレゴン州立大学は7700万ドル、広さ10万平方フィート(9,300平方メートル)のライナスポーリング科学センターの建設を2000年代後半に完了し、現在ではオレゴン州立大学の化学の教室、研究室、機器の大部分を収容している。
- 2008年3月6日、アメリカ合衆国郵政公社は、アーティストのビクター・スタビン(Victor Stabin)がデザインしたポーリングに敬意を表した41セントの切手を発売した。ポーリングの説明には次のように書かれている。「非常に多才な科学者であり、構造化学者であるライナス・ポーリング (1901–1994) は、原子を分子に結びつける化学結合の性質を決定したことにより、1954年にノーベル化学賞を受賞した。分子生物学の分野を確立した彼の研究であるヘモグロビンの研究から、鎌状赤血球貧血は分子病に分類されるようになった。」この切手のシートに載っていた他の科学者には、生化学者のガーティ・コリ、天文学者のエドウィン・ハッブル、物理学者のジョン・バーディーンがいた。
- カリフォルニア州知事アーノルド・シュワルツェネッガーとファーストレディーのマリア・シュライバーは2008年5月28日、ポーリングをカリフォルニア歴史・女性・芸術博物館に殿堂入りさせると発表した。就任式は2008年12月15日に行われ、ポーリングの息子が代わりにその栄誉を受けるよう求められた。
- オレゴン州のジョン・キッツハーバー知事の宣言により、2月28日は「ライナス・ポーリング・デー」と命名された。ライナスポーリング研究所は現在も存続しているが、1996年にカリフォルニア州パロアルトからオレゴン州立大学ライナスポーリング科学センターの一部であるオレゴン州コーバリスに移転した。オレゴン州立大学のバレー図書館コレクションには、娘のエイバ・ヘレンとポーリングの論文が収録されている。これには研究ノート(1946年)のデジタル版も含まれている。
- 1986年、カリフォルニア工科大学はシンポジウムと講義でライナス・ポーリングを記念した。カリフォルニア工科大学のポーリング講義シリーズは、1989年にポーリング自身による講義から始まった。カリフォルニア工科大学化学部は、ゲイツホールの22号室をライナス・ポーリング講義室と改名した。これはポーリングがそこで多くの時間を過ごしたからである。
- ポーリングにちなんで名付けられた他の場所には、カリフォルニア州フットヒル牧場のポーリング・ストリートがある。カリフォルニア州ヘラクレスのライナスポーリング・ドライブ;カリフォルニア州アリソ・ビエホにあるソカ大学のライナスとエバ・ヘレンのポーリング・ホール;と、ポーリングが青春時代を過ごしたオレゴン州コンドンにある小さな飛行場、ポーリング飛行場がある。
- イーノアF.ヘリンによって発見された内側の小惑星帯にある小惑星4674 ポーリングは、1991年に彼の90歳の誕生日にライナス・ポーリングにちなんで命名された。
- ノーベル賞受賞者のピーター・アグレは、ライナス・ポーリングに触発されたと言った。
- 2010年、パシフィック・ノースウェスト国立研究所は彼の栄誉をたたえて、ポスドクプログラムをライナスポーリング特別ポスドクフェローシップ・プログラムと名付けた。

## 主な著作
- Pauling, L. and Wilson, E. B. 1935. Introduction to Quantum Mechanics : with Applications to Chemistry (Dover Publications) ISBN 0-486-64871-0
  - 『量子力学序論 : 及びその化学への応用』　桂井富之助訳、白水社、1950年 NCID BN03187049
  - 『量子力学入門 : 化学の土台』　渡辺正訳、丸善出版、2016年 ISBN 978-4-621-30080-0
- Pauling, L. 1939. The Nature of the Chemical Bond (Cornell University Press) ISBN 0-8014-0333-2
  - 化学結合の手稿、ノート (画質がよい)
  - 『化学結合論』　小泉正夫訳、共立出版、1942年 NCID BN01796567
  - 『一般化学』上下　関集三・千原秀昭・桐山良一訳、岩波書店、1974年 NCID BN02641125
- Pauling, L. 1941. General chemistry. (Pasadena: California Institute of Technology). (Dover Publications版 ISBN 0-486-65622-5)
- Pauling, L. 1958. No more war!　Hayward, R. (挿絵). (London: Gollencs).
- Pauling, L., Hayward, R. 1964. The Architecture of Molecules. (San Francisco and London: Freeman).
  - 『分子の造型 : やさしい化学結合論』　木村健二郎、大谷寛治訳、丸善、1967年、NCID BN02677621
- Pauling, L. 1970. Vitamin C the common cold and the flu. (San Francisco: W.H. Freeman). ISBN 9780716703600
  - 『がんとビタミンC』　村田晃訳、共立出版、1977年 OCLC 25734232(1981年版 NCID BN00659378）
  - 『ポーリング博士のビタミンC健康法』　村田晃訳、平凡社ライブラリー、1995年
  - Cameron, E., Pauling, L. 1993. Cancer and Vitamin C: A Discussion of the Nature, Causes, Prevention, and Treatment of Cancer With Special Reference to the Value of Vitamin C (Camino Books) ISBN 0-940159-21-X
- Pauling, L. 1986. How to Live Longer and Feel Better (New York : W.H. Freeman ISBN 0716717751 (Avon Books版 ISBN 0-380-70289-4)
  - 『ポーリング博士の快適長寿学』　村田晃訳、平凡社、1987年

- Pauling, L., Gage, R., 池田大作『「生命の世紀」への探求―科学と平和と健康と』 篠原義近 (編集)、読売新聞社、1990年 ISBN 978-4-643-90085-9
  - 英語版 A Lifelong Quest for Peace : a dialogue（Boston : Jones and Bartlett Publishers), 2000 ISBN 9780867202779
- Pauling, L., Marinacci, B., and Krishnamurthy, R. 1998. Linus Pauling on peace: a scientist speaks out on humanism and world survival. (Los Altos, Calif: Rising Star Press). ISBN 0-933670-03-6

## 有名な言葉
"A couple of days after my talk, there was a man in my office from the FBI saying, 'Who told you how much plutonium there is in an atomic bomb?' And I said 'Nobody told me, I figured it out.'"
「私が話してから二日後に、オフィスにFBIから来たというひとりの男が現れた。『原爆中のプルトニウムの量を誰から聞いたんだ？』というので私は答えた。『誰も。私が計算したんだ。』とね。」"I have always liked working in some scientific direction that nobody else is working in."「私がいつも好んで研究した科学の方面は、ほかの誰もがやっていないところだった。」"Perhaps as one of the older generation, I should preach a little sermon to you, but I do not propose to do so. I shall, instead, give you a word of advice about how to behave toward your elders. When an old and distinguished person speaks to you, listen to him carefully and with respect – but do not believe him. Never put your trust in anything but your own intellect. Your elder, no matter whether he has gray hair or lost his hair, no matter whether he is a Nobel Laureate, may be wrong... So you must always be skeptical – always think for yourself."「たぶん古い世代の一員として、私は少々あなた方に説教しなくてはならないようだ、といってもそうしたいからではない。そうではなくて、年かさの相手に対してどうふるまうべきか、一言助言したいのだ。年輩の、ひとかどの人物が話すときは、敬意をもってその人の話を聞きなさい―しかし彼のいうことを信じ込むんじゃない。あなた自身の理性に照らさずに信頼してはいけない。年寄りは、たとえ髪が白髪だったり抜けていたりしても、恐らく悪い事にノーベル賞受賞者だったとしても、間違っているかもしれない。……そう、だからいつも懐疑的でなくてはいけない―いつも自分で考えなさい。」
"Well, you just have lots of ideas and throw away the bad ones. You aren't going to have good ideas, unless you have lots of ideas and some principle of selection."「そうですか、いくつもアイディアはあるのに悪いものなら捨ててしまっているのですね。大量のアイディアとなんらかの選択の原則がないと、いいアイディアには巡り合えないでしょう。」
"'You should recognize,' he [Roscoe Gilkey Dickinson] said to me, 'that there is in almost every investigation a lack of complete rigor. You should understand just how reliable the arguments are that you are presenting.'"

「『知っておきなさい』と彼（ロスコー・ギルキー・ディッキンソン）は私に言った。『調査というものには、必ずといっていいほど厳密さにおいてどこか完璧ではないところがあるものだ。理解しておきなさい。自分の議論がどのくらい確かなのかを。』」

## 家系
- 父：ハーマン・ヘンリー・ウィリアム・ポーリング（薬剤師、ミズーリ州出身）
- 母：ルーシー・イサベル・ダーリング（オレゴン州出身）
- 妻：エヴァ・ヘレン・ミラー（オレゴン州ビーバークリーク出身、1923年結婚）
- 息子：ライナス・カール・ポーリング Jr.（1925-）ホノルル在住。
- 息子：ピーター・ジェフレス・ポーリング（1931-2003）結晶学者、化学講師。他界するまでウェールズに在住した[157]。
- 娘：リンダ・ヘレン・ポーリング(1932-)
- 息子：エドワード・クレリン・ポーリング(1937-1997) サンフランシスコ州立大学、カリフォルニア州立大学リバーサイド校生物学教授[157]。
- 曾孫：ルーカス・カール・ポーリング（1987-）

- 15人の孫と19人の曾孫がいる。